# 長春百子圖
《長春百子圖》是中國古代風俗畫中的嬰戲圖之一，傳為北宋蘇漢臣所繪。以長卷描繪在春、夏、秋、冬四個季節中小孩戲耍的情況，栩栩如生。
在此幅畫中，可以清楚看到當時的各種童玩，鮮明且寫實的紀錄了民間風俗活動。如盪鞦韆、捉迷藏、踢毽子、下圍棋、戲水、釣魚、角觝、蒸包子、灌佛、戲兔、戲蛤蟆、鬥蟋蟀等。在畫中人物的部分，每人的服飾皆有不同的樣式，展現了各種風貌，甚至細如頭髮、眉目神情，無一不經過仔細刻畫，變化極為豐富，例如：或有男孩僅留一片薄髮於頭頂或額前，為當時風行的「烙鐵印兒」髮型；或有將頭髮束結成角狀，形如「鵓角」；或有稍長的孩童將頭髮梳至腦後成鬟狀，額前還綴有帛縷及珠串；於冬卷處還可見到孩童戴著抵禦風寒用的「風帽」。
可以發現畫家畫嬰孩時，多呈現臉龐豐滿白嫩的富庶之感，傳達出和樂的氛圍，畫面華麗嬌貴，講究精緻品味。在背景方面，則是依照不同季節而有不同植物，如蓮花、蒲葵、菊花、梅花等。在畫面的分布上則是幾乎平均分配，不會有一邊份量較重之感。
蘇漢臣(西元十二世紀)，河南開封人，曾任宣和畫院待詔。北宋亡於金後，南宋紹興年間又進畫院復職。師劉宗古。